# یواس‌اس سو (ای‌تی-۷۵)
یواس‌اس سو (ای‌تی-۷۵) (به انگلیسی: USS Sioux (AT-75)) یک کشتی بود که طول آن ۲۰۵ فوت (۶۲ متر) بود. این کشتی در سال ۱۹۴۲ ساخته شد.